# CityNightLine
A CityNightLine (rövidítve CNL) egy svájci éjszakai vasúti szolgáltatás volt. A társaság éjszakai vonatokat üzemeltetett Németországban, Svájcban, Hollandiában, Ausztriában és Dániában. Néhány állomás volt még Belgiumban, Franciaországban, Olaszországban és Csehországban.
A szolgáltatás beolvadt a német DB NachtZug vállalatba, majd 2016 végén eladták az osztrák ÖBB-nek. Az egykori járatok a Nightjet vonatnem kínálatában közlekednek tovább.